# Twee Poorten
Twee poorten is een wijk in het centrum van Gent. De wijk is in het oosten afgeschermd door de Visserijvaart, in het zuiden door de Nederschelde, in het oosten door het Zuidparkviaduct en het Zuidpark en in het noorden door de Clarissenstraat. In straatnamen uitgedrukt is het de wijk rond en tussen de Brusselsepoortstraat, Clarissenstraat, Hubert Frère-Orbanlaan en de kleine stadsring. In het midden loopt de Sint-Lievenspoortstraat.
De naam komt van de Brusselsepoort en de Sint-Lievenspoort, twee voormalige Gentse stadspoorten.

## Geschiedenis
Oorspronkelijk was deze omgeving een zanderige duinrug door water omgeven. Vandaar dat dit gebied 't Zand genoemd werd. 
In de 13de eeuw breidde de stad Gent zuidelijk uit. De Vijfwindgatenpoort werd hier de stadspoort. De Vijfwindgatenstraat ligt ten noorden van de huidige wijk Twee Poorten.  

In de 14de eeuw werd de stad nog verder zuidelijk uitgebreid, De stadsgrens en -verdediging kwam nog een halve kilometer verder naar het zuiden te liggen. Pas toen lag de plaats van de huidige wijk binnen de muren van Gent. De Vijfwindgatenpoort was niet langer de zuidelijke poort, maar ter hoogte van de nieuwe zuidelijke verdediging kwamen twee nieuwe stadspoorten, de Keizerpoort of Brusselsepoort en de Sint-Lievenspoort. De "twee poorten" waren een feit.

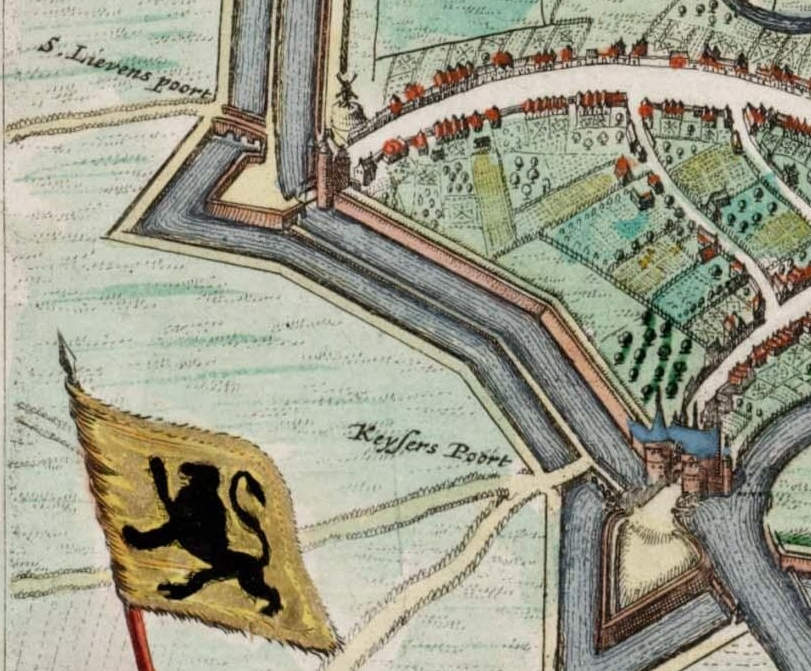

Na de sloop van de stadswallen werd in de 19de eeuw tussen de beide poorten een beboomde boulevard aangelegd, de huidige Keizervest, gelegen aan de Scheldedoorsteek. Het boulevardkarakter blijkt nu nog mooi uit de fraaie woningen langs de Vlaamsekaai die in het verlengde ligt van de Keizervest doch vroeger ook een dergelijke boulevard vormde (Boulevard de Gendbrugge).
Later werd deze Keizervest deel van de stadsring R40. In de 20ste eeuw werd over de Keizerpoort het Keizerviaduct gebouwd voor het doorgaand verkeer op de stadsring. Hiermee was er van een boulevard dus helemaal geen sprake meer.

## Bekende bewoners
Karel van de Woestijne werd geboren op 10 maart 1878 in de Sint-Lievenspoortstraat 264 (toen Sint-Lievensstraat 348). Tijdens de Boekenbeurs 1960 onthulde Miel Kersten op zondag 28 maart een arduinen gedenksteen, gebeiteld door Volckaert uit Gent: "In dit huis werd de dichter Karel van de Woestijne geboren op 10-3-1878." Deze gedenksteen is nog steeds zichtbaar in de gevel van de woning gelegen te Sint-Lievenspoortstraat 264.